# إعلام إسرائيل

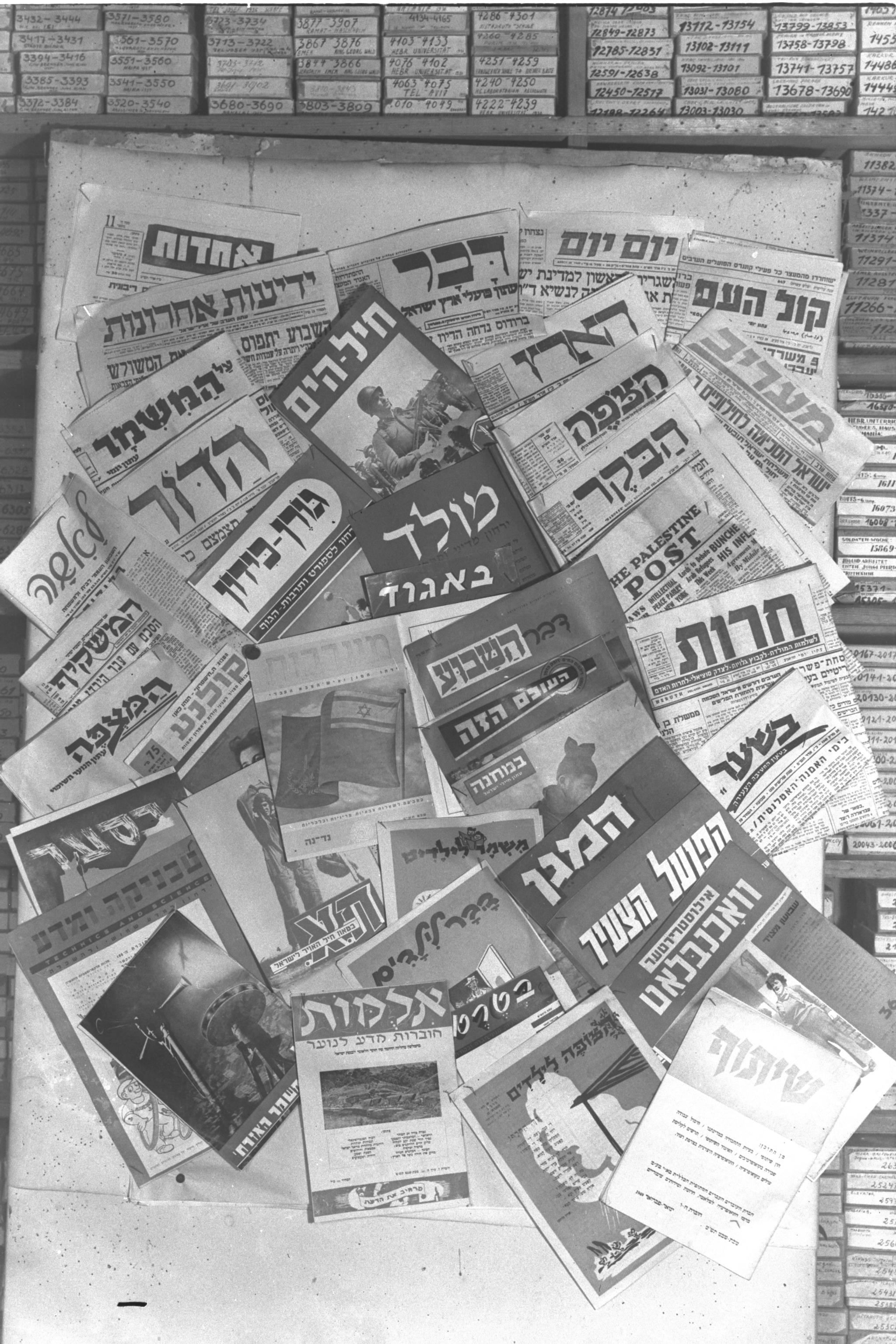
الصحف الاسرائيلية

تُشير وسائل الإعلام الإسرائيلية إلى الطباعة والبث والإنترنت لوسائل الإعلام المُتاحة في إسرائيل. هناك أكثر من 10 لغات مختلفة في وسائل الإعلام الإسرائيلية، مع العبرية باعتبارها السائدة. الصحافة باللغة العربية تلبي احتياجات المواطنين العرب في إسرائيل، مع قراء من مناطق بما في ذلك تلك التي تحكمها السلطة الوطنية الفلسطينية.
اليوم، هناك ثلاث تكتلات كبيرة مملوكة ملكية خاصة مقرها تل أبيب تسيطر على وسائل الإعلام في إسرائيل.

## التاريخ
اهتمت المنظمة الصهيونية العالمية منذ تأسيسها بالإعلام؛ من أجل الترويج للصهيونية والهجرة إلى فلسطين؛ حيث قال هرتسل في افتتاحية العدد الأول من أسبوعية الحركة الصهيونية «دي وولت»، بتاريخ 3\6\1897: «يجب على هذه الصحيفة أن تكون درعًا للشعب اليهودي، وسلاحًا ضد أعداء الشعب».  وقبيل تأسيس إسرائيل  عام 1948؛ عمل قادة الحركة الصهيونية على كافة المستويات التي تمكنهم من القيام بوظيفة الدولة، وكان الإعلام  أحد أهم هذه المستويات.  وقد نشطت خلال تلك الفترة «إذاعة إسرائيل»، وأربع عشر صحيفة  صهيونية منها أربع صحف ناطقة بالعربية، وموجهة للفلسطينيين والغرب لتخدم أغراضا صهيونية؛ ومن أشهر هذه الصحف (صحيفة هآرتس ويديعوت أحرونوت ومعاريف ودافار؛ أما الصحف الناطقة بالعربية فهي: بريد السلام، وصحيفة السلام، واتحاد العمال، وحقيقة الأمر. وكانت أهداف كل تلك الوسائل  في الدعاية والإعلام هي تثبيت أقدام الصهاينة وترويع وتخويف العرب الفلسطينيين كذلك الدعاية من أجل الترويج للهجرة الصهيونية إلى فلسطين.
وكان بن جوريون يعتقد، أن وظيفة الإعلام الإسرائيلي، هو الدفاع عن المشروع الصهيوني؛ فقد قال في فترة الانتداب البريطاني: «في هذه الساعة نحن بحاجة إلى رقابة حرة ومخلصة؛ ولكن علينا الحذر؛ يجب علينا أن نزن أقوالنا وعدم إعطاء العدو معلومات أو زرع الفتنه والفوضى في شعبنا، وعدم الاستسلام»؛ من ثم أسس، عند إعلان تأسيس إسرائيل، ما يسمى «هيئة رؤساء تحرير الصحف» التي ضمت كافة رؤساء الصحف المستقلة والحزبية، آنذاك، وقد اعتبرت من إحدى أذرع  الموساد الإسرائيلي، حيث قامت بمهام الرقابة المحكمة على الإعلام الإسرائيلي؛ فقد كانت تتلقى المعلومات من كبار المسئولين، كرئيس الحكومة والأجهزة الأمنية، حول ما يجب نشره في الإعلام.  ويرى اليوم بعض الإعلاميين والساسة أن دور «هيئة رؤساء تحرير الصحف» قد انتهى؛ لأن دورها كان تثبيت المشروع الصهيوني، وإخفاء أسرار ومعلومات عن العدو؛ واليوم إسرائيل قوية؛ ما يسمح لها بالتحرر من تلك القيود بشكل أكبر؛ ولكن حتى اليوم؛ بقي الإعلام الإسرائيلي مقيدا بالسياسة الإسرائيلية الموحدة، وخصوصًا في حالات الحرب وشن عدوان على العرب.
يمكن أن نستند إلى أقوال الساسة الإسرائيليين بما يتعلق بدور الإعلام الإسرائيلي، إضافة إلى البند الثالث من قانون الإذاعة والتلفزيون الإسرائيلي المصادق علية من الكنيست الإسرائيلي والتي تتلخص بـ:«إن الهدف من الإعلام الإسرائيلي في كافة المجالات، (سياسة اقتصاد علوم اجتماعيات...الخ) هو أولا إظهار الطابع الصهيوني لإسرائيل وكفاح اليهود وإبداعاتهم وأهم انجازاتهم على كافة المستويات، مع تعميق الانتماء اليهودي والصهيوني معا، والتعبير والدعاية للحياة الثقافية اليهودية في العالم أجمع، وبث برامج بالعربية لترويض الجمهور العربي في أراضي عام 1948، وترويج دعاية للفلسطينيين والعرب عموما وفق أهداف السياسة الصهيونية، إضافة إلى بث برامج خارج حدود إسرائيل لتحقيق أهداف الصهيونية، والدفاع عن السياسة الإسرائيلية، وخاصة العدوانية والمتعلقة بالاستيطان والتهويد وأعمال العنف الحربية التي تشنها إسرائيل». وقد سيطرة الأجهزة الأمنية الإسرائيلية على السياسة الإعلامية؛ كون إسرائيل بكافة مكوناتها كانت ولازالت تنظر للعلاقة مع الفلسطينيين والعرب عموما من منظار امني بحت؛ فقد غطى الإعلام الإسرائيلي ولا زال يغطي أحداث الصراع العربي الإسرائيلي وفق الأسس التالية:
-  بث الاختلاف الثقافي بين الإسرائيليين العرب، وأنهم (اليهود) يتجانسون ثقافيا مع الغرب؛ كي يتقرب الغرب منهم.
- إن الاختلافات الفكرية للمراسلين، يجب أن لا تقف عائقا أمام الدفاع عن المشروع الصهيوني وتجسيد الدولة الصهيونية، وهو ما كان لافتًا للنظر؛ حيث أنه لم يلحظ اختلاف جوهري بالمواقف بين المراسلين ذوي المشارب الفكرية المختلفة، فيما يتعلق بالصراع مع الفلسطينيين.
بدأ تاريخ الصحافة في عام 1863، قبل الاستقلال الإسرائيلي وخلال الإمبراطورية العثمانية، مع ها ليفانون وهافزيليت كونها أول الصحف العبرية الأسبوعية المقررة. في عام 1952، تم تأسيس شركة النشر الدولية JM Ltd كأول ناشر كتب في الولاية. فرضت الرقابة بانتظام في سنوات بعد احتلال فلسطين، طوال حرب أكتوبر والسبعينيات.في عام 1986، سمحت الحكومة بإنشاء منافذ إعلامية خاصة وتجارية للتنافس مع وسائل الإعلام الحكومية. خلال الثمانينيات والتسعينيات، خضعت الصحافة الإسرائيلية لعملية تغيير كبير حيث أصبحت وسائل الإعلام تتحكم تدريجياً في عدد محدود من المنظمات، في حين أن الصحف التي نشرتها الأحزاب السياسية بدأت تختفي.

## تحويل الإشاعات إلى حقائق

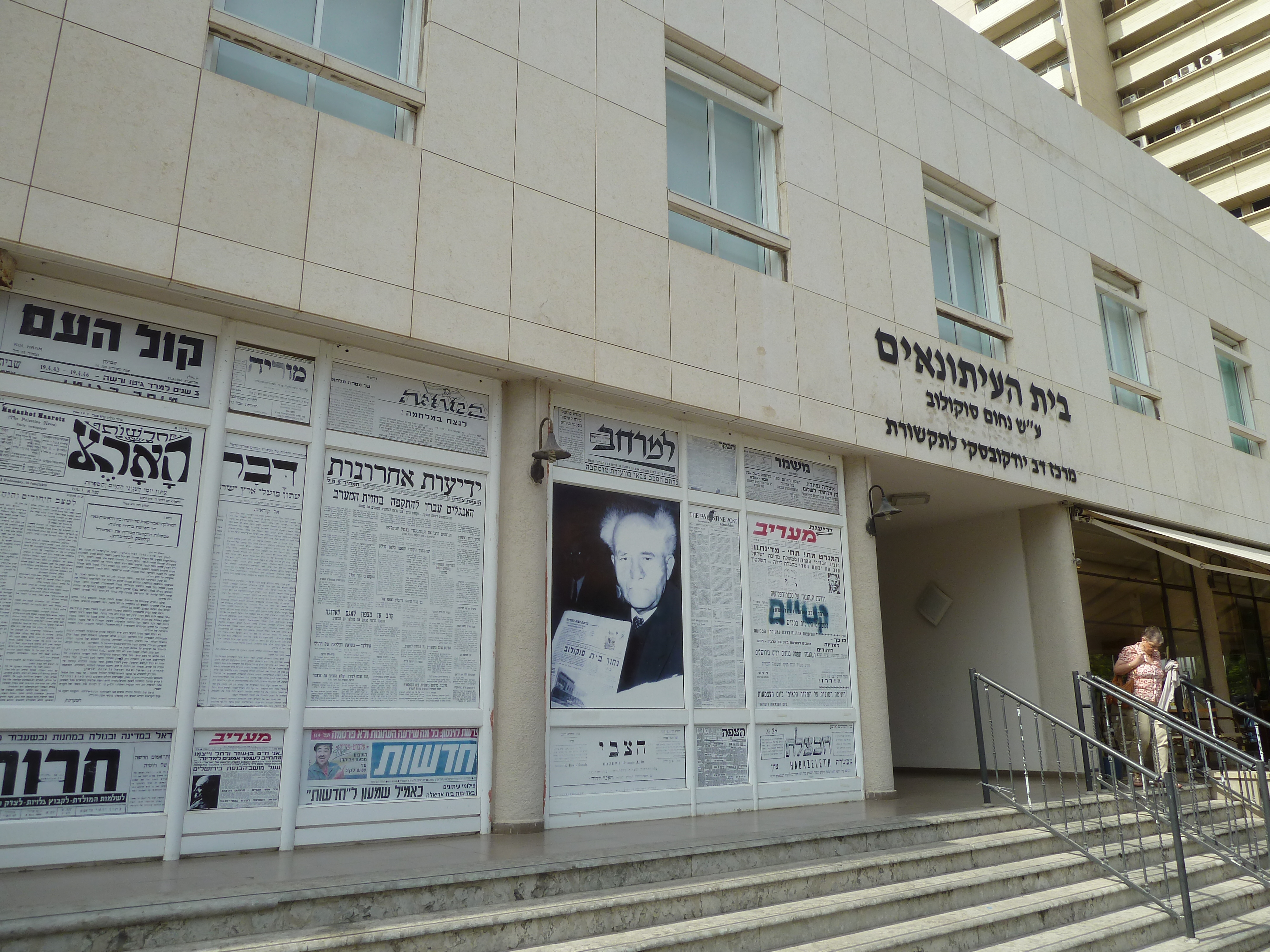
مدخل بيت سوكولوف ، بيت جمعية الصحفيين الإسرائيليين.

قالت جولدا مائير ذات مرة: «لن أسامح الفلسطينيين لأنهم يجبرون جنودنا على قتلهم». هذه صورة لتشويه الحقيقة وصناعة أخبار من وحي الأهداف العدوانية لتصبح كما الأحداث الحقيقة، حين تتناقلها وسائل الإعلام بدون تعليق أو نقد، فقد اعتمدت وسائل الإعلام منهجية لصناعة الأكاذيب والإشاعات وترويجها بِحرفية عالية، ولعل أهمها:
استخدام صيغة المبني للمجهول مثل: "أُطلِقَت النار على، أو "قُتِلَ"؛ لتخفيف أثر الحدث والتمويه على مسؤولية الجيش ألاحتلالي. كما تعمد وسائل الإعلام إلى اعتماد عدد من الروايات المختلفة، وربما المتناقضة لحادث واحد، وذلك لإرباك المستمع أو القارئ في أي من الروايات هو الصواب؛ ففي حادثة  استشهاد محمد الدرة بتاريخ 30\9\2000، وبالرغم أن الحادث موثق بالتصوير، إلا أن إسرائيل حاولت تبرير الحادث الإجرامي بأكثر من رواية مثل؛ إن الطفل قتل برصاص الفلسطينيين؛ ثم قيل: بأنه سقط في تقاطع نيران بين مسلحين فلسطينيين وإسرائيليين؛ ثم قيل: إن الطفل كان مشاغبًا مؤذيًا جلب لنفسه الموت؛ كما تساءل الإعلام الإسرائيلي عن سبب تواجد الطفل في مكان الحادث.
و في نشر الدفاع عن  سياسة «الاغتيال الإسرائيلي»: بعد أن شرعت المحكمة العليا الإسرائيلية في أكثر من مرة، سياسة اغتيال نشطاء فلسطينيين؛ انبرى الإعلام الإسرائيلي للدفاع عن هذه السياسة، من خلال استخدام مصطلحات ملطفة للتمويه على بشاعة الحدث، مثل: القتل المستهدف، الدفاع الإيجابي، التصفية الموضعية، ضربات مختارة؛ وهاجمت وسائل الإعلام الإسرائيلية والخارجية الإسرائيلية الإعلام الغربي لاستخدامه مصطلح «اغتيال فلسطينيين»، وطالبت إسرائيل وبشدة الإعلام الغربي مثل «بي بي سي» بعدم استخدام هذا المصطلح؛ بحجة أن هدف هذه الاغتيالات هو منع أعمال عسكرية ضد الإسرائيليين؛ كما عمدت إلى الدفاع عن الاغتيالات بإلصاق كافة التهم للفلسطيني الذي تم اغتياله، وبالادعاء بأن الاغتيال كان حماية لأرواح مئات الإسرائيليين!  فعند اغتيال الشهيد هاني أبو بكرة في عام 2000 بـ خان يونس؛ بررت الرواية الإسرائيلية ذلك مدعية أن جيش الاحتلال أطلق النار على سيارة أجرة فلسطينية بعد أن حاول مواطن إشهار مسدسه؛ وعند اغتيال الشهيد ثابت ثابت كانت الرواية كما يأتي: «وقع اشتباك مع فلسطينيين مسلحين نتج عنة مقتل أحدهم». وتم التسويق لعمليات الاغتيال على الصعيد الداخلي الإسرائيلي، بتصويرها وكأنها عمليات بطولية يخاطر فيها جنود الاحتلال بحياتهم؛ من أجل منع الإرهاب وعمليات قتل أطفال الإسرائيليين. إعلان العداء للفلسطينيين وحذف الرواية الفلسطينية للأحداث في أكثر من شاهد، على حذف الرواية الفلسطينية، وفق سياسة منهجية للإعلام الإسرائيلي تتطابق والاعتبارات الأمنية العنصرية مثل:
- بعد ان يهاجم المستوطنون الفلسطينيين ومحلاتهم وبيوتهم في الخليل تبرر السياسة الإعلامية الحدث كالآتي: «وقوع مشادات واحتجاجات بين المستوطنين والفلسطينيين»، دون الإشارة إلى سبب رد فعل الفلسطينيين، فهو دائمًا بسبب اعتداءات المستوطنين على الفلسطينيين وممتلكاتهم، ويأتي التصريح الإعلامي الإسرائيلي على صورة: «المستوطنون اليهود يواصلون احتجاجاتهم في الخليل»!
- وفي أعياد الميلاد المجيدة عام 2000، صور الإعلام الإسرائيلي المحلات وهي إما مغلقة أو خالية من السياح، بإشارة غير مباشرة إلى أن سبب ذلك هي أعمال الفلسطينيين العدوانية.
-  وتورد وسائل الإعلام خبر، أن سلطات الاحتلال منحت تصاريح الدخول للآلاف من العرب والأجانب لدخول المدينة؛ دون الإشارة إلى الطوق الأمني والحواجز العسكرية التي كانت تمنع هؤلاء من دخول المدينة المقدسة.
-  وفي موضوع إلقاء المسؤولية على الضحية، حين يقوم الاحتلال بأعمال غاية في الوحشية؛ فقد أجرت المذيعة الإسرائيلية (جيئولا ايفن)، لقاء مع أمين سر حركة فتح بالضفة (حسين الشيخ)، وعرضت عليه صورة لزوجة مستوطن قتله الفلسطينيين، وسألته: ماذا تتحدث عن هذا المشهد؟ وهي بهذا تريد أن تحول حسين الشيخ (الضحية) إلى مجرم مسئول عن مأساة المرأة والعائلة !
- كما أصدر مدير عام سلطة البث قرارًا باستخدام  مصطلح «قواتنا» بالإشارة إلى جنود الاحتلال العاملين في الضفة وغزة مثل: «لم يصب أحد من قواتنا اليوم»، أو «قواتنا أطلقت النار على المتظاهرين في جنين».
وفي الانتفاضة الثانية؛ عبر الإعلاميون الإسرائيليون عن عدائهم الصارخ للفلسطينيين وانسجامهم مع فكرهم الصهيوني العنصري، حيث كان من تصريحاتهم«(هذا ما حذرناكم منه، العرب لا يفهمون إلا لغة القوة».  وقد ظهر العداء واضحا حين دعا المحلل العسكري (رون بن يشاي) - بعاطفة جياشة- الجيش الإسرائيلي للقيام بهجمات واستخدام مختلف أنواع الأسلحة ضد الفلسطينيين وقال: يجب أن نفهم  عرفات ونظامه أنهم أعداؤنا، وأننا سنضربهم بشكل منتظم ودقيق حتى يطلبوا وقف إطلاق النار.
في أعقاب الأزمة الدبلوماسية القطرية لعام 2017 ، اتخذت إسرائيل خطوات لحظر قناةالجزيرة التي تتخذ من قطر مقراً لها من خلال إغلاق مكتبها في القدس، وإلغاء البطاقات الصحفية، ومطالبة مذيعين والبث الفضائي بعدم بث الجزيرة. وصف وزير الدفاع أفيغدور ليبرمان بعض تقارير قناة الجزيرة بأنها دعاية «على الطريقة الألمانية النازية». ولم يكن واضحا ما إذا كانت التدابير تغطي قناة الجزيرة الإنجليزية، التي تعتبر أقل حدة.

### استهداف الصحفيين الفلسطينيين والأجانب

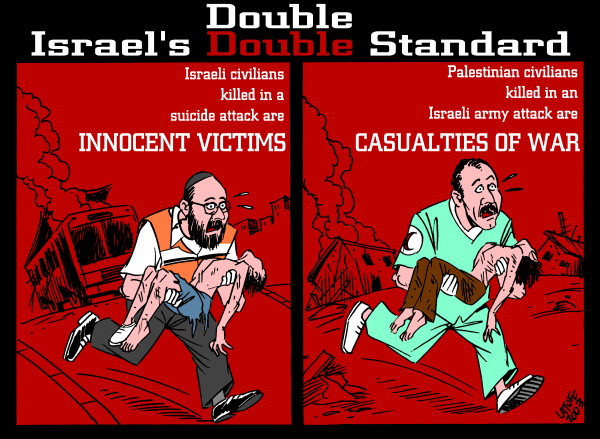
"المعيار المزدوج" كارلوس لطوف في رسم كاريكاتوري.

تشاركت المؤسسة الحاكمة، في إطار حربها وأعمالها البشعة في فلسطين؛ مع ووسائل الإعلام في إسرائيل في تغطية جرائمهم، من خلال مهاجمة وسائل الإعلام العربية والأجنبية؛ بذريعة أنهم يقومون بتشويه صورة إسرائيل دوليًا، ومن أبرز هذه الممارسات.
-  اتخذت شركة الكابل الإسرائيلية قرارًا  بإيقاف بث سي إن إن  عبر الكابل للمشاهد الإسرائيلي واستبدلتها بقناة فوكس الإخبارية (المعروفة بانحيازها الصارخ لإسرائيل).
-  الحملة التي شنت ضد صحف نيويورك تايمز، ولوس أنجلوس تايمز، وشيكاغو تربيون؛ لعدم استخدامها كلمة «إرهاب» في وصف الفلسطينيين المسلحين؛ حيث تم إلغاء آلاف الاشتراكات معها، وجرت وموجات عديدة من التهديد بإلغاء اشتراكات أخرى، كما جرى الاحتجاج عليها عبر الخطابات والاتصالات التلفونية والرسائل الإلكترونية، كما نظمت الاحتجاجات على أبواب الصحف، منذ بدأ الانتفاضة.
-  إعلان وزير الاتصالات روبين رفيلين، باحتمال إيقاف بث قناة الجزيرة الفضائية عبر الكابل؛ بسبب عدائها لإسرائيل؛ كما هدد مركز (وزر نشتال) في لوس أنجلوس بتنظيم حملة مقاطعة قناة الجزيرة بسبب لهجتها المعادية للسامية.
ومن أشكال الاستهداف المباشر للصحفيين الفلسطينيين والأجانب:
- إطلاق النار صوبهم: حيث قتل أربعة صحفيين، وأصيب زهاء مائتي صحفي آخر، برصاص جنود الاحتلال وشظايا صواريخه.
- سحب البطاقات الصحفية من الصحفيين والإعلاميين ومنعهم من دخول بعض القرى؛ بذريعة أنها مناطق عسكرية مغلقة.
- الاعتداء على المؤسسات الإعلامية، كما حدث في بداية الانتفاضة من قصف الإذاعة والتلفزيون في غزة ورام الله بالصواريخ، واستهداف المواقع الإلكترونية لعدد من الفصائل الفلسطينية المقاومة.

### دور العرب  في الإعلام المرئي الإسرائيلي
بالرغم من أن فلسطينيي الداخل (عام 1948) يلتزمون بدفع التزاماتهم الضريبية لإسرائيل، ومنها «ضريبة التلفزيون»؛ إلا أن التمييز الظالم والصارخ يظهر من خلال مقارنة بين ساعات البث بالعربية وبالعبرية؛ مع العلم أن نسبة العرب حاليا هي 20 % من سكان إسرائيل.
ويظهر التمييز في العديد من وسائل الإعلام كالآتي:
• القناة الأولى: من بين 139 ساعة بث أسبوعيًا هناك 13 ساعة باللغة العربية فقط؛ أي بنسبة 9.4%.
• القناة الثانية: من بين 149 ساعة بث أسبوعيًا؛ هناك 3 ساعات فقط باللغة العربية؛ أي بنسبة 2%.
• التلفزيون التعليمي: من بين 54 ساعة؛ هناك ساعة واحدة فقط؛ أي بنسبة 1.8% من مجموع ساعات البث الأسبوعية.
ووقفت آلة الإعلام الإسرائيلي في صف واحد مع الحكومات المتعاقبة، وروجت لسياساتها التي تميزت بتشويه الحقائق والعنصرية تجاه فلسطيني 1948 في كافة المجالات؛ سواء في مصادرة الأراضي أو القضاء أو الاقتصاد وتطوير الأحياء العربية أو المشاركة السياسية.
وكانت تغطية الإعلام الإسرائيلي لأحداث عام  2000 التي وقت في أراضي عام 1948، أكبر شاهد على هذه العنصرية؛ حيث أجرت وسائل الإعلام لقاءات مع شخصيات إسرائيلية فقط للحديث عن هذه الأحداث، وهمشت مشاركة سياسيين ومحللين من عرب48؛ كما نعتت المتظاهرين العرب بالمشاغبين؛ واليهود، المعتدين في مدينة الناصرة، بالمتظاهرين الذين ردوا على اعتداءات العرب؛ وفي الوقت الذي كان فيه الشهداء يرتقون والجرحى يقعون فريسة لعنف الاحتلال؛ كانت الاحتجاجات تعم  الضفة وغزة، وقام الإعلام الإسرائيلي بالتعتيم على الاحتجاجات والمظاهرات المنددة بالاعتداء على الفلسطينيين من عرب 1948؛ ولم تنشر وسائله صور المواطنين  الضحايا الثلاثة عشر الذين قتلوا على أيدي الشرطة وحرس الحدود الإسرائيلي، كما كانت تنشر في حال مقتل إسرائيليين؛ واكتفت بنقل ادعاءات الشرطة نفسها، التي وصفت الضحايا بأنهم كانوا يمثلون خطرًا على حياة أفراد الشرطة وحرس الحدود؛ وذلك لتبرير قتلهم! رغم أنه كان من بين الضحايا شبان قتلوا برصاص قناصة صوبوا عليهم فوهات بنادقهم من مكان بعيد.  ولم تكتف حكومة الاحتلال بذلك؛ بل أجبرت الإذاعات العربية في 48 على ترجمة نشرة الأخبار العبرية إلى العربية، كما فرضت عليها تقديم تقرير عن البرامج المقدمة، ووضعت مراقبًا يهوديًا على هذه البرامج؛ لتحديد المسموح وغير المسموح نشره؛ حتى إن الأمر وصل إلى إغلاق صحيفة «صوت الحق والحرية» الإسلامية، و«راديو 2000»؛ بناء على توصيات من الشاباك «جهاز الأمن الإسرائيلي»؛ في أعقاب التغطية الإعلامية التي قام بها؛ مع أنه الإذاعة الوحيدة الخاصة بعرب 48.

## قائمة وسائل الإعلام

### طباعة

هآرتس العبرية

يوجد في إسرائيل عدد كبير من الصحف اليومية والصحف والدوريات، وجميعها مملوكة ملكية خاصة.
- صحيفة الصنارة : جريدة أسبوعية باللغة العربية.
- المدينة : جريدة أسبوعية باللغة العربية.
- بشيفا : صحيفة دينية أسبوعية باللغة العبرية.
- كالكاليست : صحيفة أعمال يومية باللغة العبرية.
- الكرات : جريدة أعمال يومية باللغة العبرية (مع إصدار باللغة الإنجليزية على الإنترنت).
- هآرتس : أقدم صحيفة يومية في إسرائيل مع طبعات باللغتين العبرية والإنجليزية.
- حموديا : جريدة الحريديم اليومية مع الطبعات العبرية والإنجليزية والفرنسية.
- إسرائيل هيوم : جريدة يومية باللغة العبرية (مع النسخة الإنجليزية على الإنترنت).
- إسرائيل بوست : صحيفة يومية باللغة العبرية.
- الاتحاد : جريدة شيوعية يومية باللغة العربية.
- جيروزاليم بوست : أقدم صحيفة إسرائيلية تصدر باللغة الإنجليزية.
- كل العرب : جريدة أسبوعية باللغة العربية.
- معاريف : جريدة يومية باللغة العبرية.
- ماكور ريشون : صحيفة أسبوعية باللغة العبرية.
- TheMarker : وسائل الإعلام التجارية باللغة العبرية.
- فستي : صحيفة يومية باللغة الروسية.
- Yated Ne'eman : جريدة Haredi اليومية مع الطبعات العبرية والإنجليزية.
- يديعوت أحرونوت : جريدة يومية باللغة العبرية.

يديعوت أحرونوت

### البث

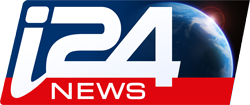
آي24نيوز

- القناة 9 : قناة تلفزيونية باللغة الروسية.
- القناة 10 : قناة تلفزيونية باللغة العبرية.
- القناة 20 : قناة تلفزيونية باللغة العبرية تستهدف الجمهور اليهودي.
- جالي تزاهال: محطة إذاعية عامة باللغة العبرية.
- Galgalatz : محطة إذاعية باللغة العبرية تبث الموسيقى وتقارير المرور والأخبار.
- آي24نيوز: قناة تلفزيونية إخبارية دولية باللغات الإنجليزية والفرنسية والعربية.
- هيئة البث الإسرائيلي: المذيع العام.
  - كان 11 : قناة تلفزيونية باللغة العبرية.
  - Kan 23 (التعليمية): قناة تلفزيونية باللغة العبرية للأطفال.
  - كان 33 (مكان) : قناة تلفزيونية باللغة العربية.
  - كول يسرائيل: خدمة إذاعية.
- كيشت 12 : قناة تلفزيونية باللغة العبرية.
- قناة الكنيست : قناة تلفزيونية سياسية باللغة العبرية.
- كول تشاي : محطة إذاعية باللغة العبرية تستهدف الجمهور الأرثوذكسي.
- Reshet 13 : قناة تلفزيونية باللغة العبرية.

### الإنترنت
- بانيت : موقع أخبار باللغة العربية.
- مجلة 972+ : مجلة على شبكة الإنترنت باللغة الإنجليزية، تقدم تقارير على أرض الواقع وتحليل للأحداث في إسرائيل وفلسطين.
- أروتز شيفا : محطة إذاعية وموقع باللغة العبرية والإنجليزية والروسية.
- باماهان : مجلة إلكترونية باللغة العبرية تصدر عن قوات الدفاع الإسرائيلية.
- ديبكا فايل : موقع الاستخبارات باللغتين العبرية والإنجليزية.
- كيكار هشبات : موقع هريدي باللغة العبرية.
- Mida : مجلة على الإنترنت باللغتين العبرية والإنجليزية
- نانا 10 : بوابة على شبكة الإنترنت باللغة العبرية.
- تايمز إسرائيل : موقع إخباري باللغة الإنجليزية والعربية والفرنسية والصينية والعبرية.
- TLV1 : محطة إذاعية على الإنترنت باللغة الإنجليزية.
- والا! : بوابة على شبكة الإنترنت باللغة العبرية.
- Ynet : موقع أخبار باللغة العبرية.
- Ynetnews : موقع أخبار باللغة الإنجليزية.
- Zahav.ru : موقع إخباري باللغة الروسية.

## راجع أيضاً
- التغطية الإعلامية للصراع العربي–الإسرائيلي
- ثقافة إسرائيل
- إعلام فلسطين

## وصلات خارجية
إعلام إسرائيل على مشروع الدليل المفتوح